# جيمس موسر
جيمس موسر (بالألمانية: James Moser) (و. 1852 – 1908 م) هو فيزيائي، وأستاذ جامعي من النمسا . ولد في برلين.
توفي في فيينا ، عن عمر يناهز 56 عاماً.

## مناصب وهيئات
أدار جامعة فيينا.